# 保亭县
保亭县，中国旧县名。
1936年由陵水县南部析置，治所在今海南省保亭黎族苗族自治县保城镇。后废置。1987年撤销，改设保亭黎族苗族自治县。原属广东省，1988年划归海南省。